# Mauro Galvão
Mauro Geraldo Galvão (ur. 19 grudnia 1961 w Porto Alegre) – brazylijski piłkarz. Jako rezerwowy znalazł się w kadrze Brazylii na Mistrzostwa Świata 1986. Grał na Mistrzostwa Świata w Piłce Nożnej 1990. Występował w takich zespołach jak: SC Internacional, Bangu AC, Botafogo, AC Lugano, Grêmio i CR Vasco da Gama. W reprezentacji Brazylii wystąpił 24 razy. Zdobył srebrny medal na Igrzyskach Olimpijskich w Los Angeles.